# Відкриття Кільського каналу
«Відкриття Кільського каналу» (англ. Opening of the Kiel Canal) - німий короткометражний документальний фільм Бірта Акреса. Фільм знімався з червня по липень 1895 року. Фільм знімався 20 червня на церемонії відкриття Кільського каналу, організовану Вільгельмом II. Прем'єра відбулася у Великій Британії 1 липня 1895 року.

## У ролях
- Вільгельм II - в ролі самого себе
- Августа Вікторія - в ролі самої себе

## Сюжет
Фільм показує Північний Морський Канал. Три людини перерізують стрічку.

## Сучасний стан фільму
Фільм зберігається в Лондонському науковому музеї.